# Amor amargo
Amor amargo é uma telenovela mexicana produzida por Pedro Ortiz de Pinedo para TelevisaUnivision e exibida pelo Las Estrellas de 4 de novembro de 2024 a 23 de fevereiro de 2025, substituindo Mi amor sin tiempo e sendo substituída por Me atrevo a amarte. É baseada na telenovela portuguesa Ilha dos Amores, produzida em 2007 e criada por Maria João Mira e Diogo Horta.
Protagonizada por Andrés Palacios e Ana Belena e antagonizada por Daniela Romo, Arturo Peniche, Martha Julia, Alejandro Ávila, Adalberto Parra, Lizy Martínez, Karla Farfán, Julio Mannino, Juan Ángel Esparza, Óscar Medellín e Arturo Posada e com participações estelares de  Ricardo Franco e Jessica Decote e do primeir ator Sergio Kleiner e as primeiras atrizes Beatriz Moreno, Alejandra Procuna, Magda Karina, Luz María Aguilar e Evangelina Sosa.

## Enredo
Tomás é CEO de uma rede de lojas de artesanato mexicana e viaja para Querétaro com sua equipe para participar de uma das mais importantes feiras de artesanato do país. Neste evento conhece Gabriela San José, uma mulher independente e autossuficiente, que vai à feira como expositora de artesanato feito em associação com um grupo de mulheres empreendedoras. Quando Tomás conhece Gabriela, ele vê a mulher com quem sempre sonhou e decide conquistá-la. Ela vê nele o homem ideal e não hesita em lhe dar uma chance. O que não sabem é que Jaime, pai de Tomás, foi o grande amor de Beatriz, mãe de Gabriela.
No passado, Jaime e Beatriz amavam-se sem medir as consequências das diferenças de classe social e por isso Leonor San José, mãe de Beatriz, esteve prestes a matar Jaime, até que este teve de abandonar a cidade, jurando um dia regressar para se vingar. . Quando Tomás e Gabriela decidem que são adequados um para o outro, recebem notícias separadas: Beatriz sofreu um acidente e Gabriela deve voltar para a cidade. Quando ela sai, Tomás recebe uma ligação avisando que seu pai sofreu um acidente e está morto.
No funeral, Tomás e Gabriela ficam a saber que Jaime e Beatriz estavam no mesmo carro que caiu num abismo. Tomás e Gabriela recusam-se a acreditar que são filhos de duas pessoas que se amaram tanto no passado, um passado que desconheciam completamente. Tomas decide que ficará em Todos Los Santos para se vingar da morte do pai. A sua dor torna-se avassaladora e ele está disposto a tudo para atingir o seu objetivo, mas Gabriela está no meio de tudo, já que é neta de Leonor San José, a mulher que Jaime mais odiava e principal suspeita do que lhe aconteceu. ele.

## Elenco
- Daniela Romo como Leonor Grajales de San José
- Andrés Palacios como Tomás Jiménez López
- Ana Belena como Gabriela Miranda San José
- Arturo Peniche como Enrique Olivares
- Cynthia Klitbo como Beatriz San José Grajales
- Francisco Gattorno como Jaime Jiménez Peralta
- Martha Julia como Magdalena Murray de Jiménez
- Alejandro Ávila como Guillermo San José
- Beatriz Moreno como Bienvenida Ruíz de Pérez
- Adalberto Parra como Israel Pérez
- Lizy Martínez como Vera Olivares
- Ricardo Franco como Joaquín Ardila
- Jessica Decote como Lucía Falcón de Olivares
- Karla Farfán como Miriam Miranda San José
- Karena Flores como Eva Miranda San José
- Pedro Baldo como Andrés Jiménez López
- Alejandra Procuna como Dolores López
- Magda Karina como Alicia Sánchez de Martínez
- Luz María Aguilar como Luz María Aguilar
- Sergio Klainer como el Dr. Claudio Hernández
- Julio Mannino como Carlos Torrijos
- Juan Ángel Esparza como Julio Martínez
- Evangelina Sosa como Martha Guerra
- Fernando Robles como Cipriano «Cheves» Ruíz
- Óscar Medellín como Francisco Carrera
- Daniel Gama como Emilio Duarte
- Federico Espejo como Marlon Smith
- Marco Uriel como Máximo San José Cervantes
- Flora Fernández como Gloria Salvatierra
- Luisa Muriel como Sor Mercedes
- Arturo Posada como Paulo Martínez
- Eva Daniela como Catalina Olivares
- Italivi Orozco como Citlali Valdez
- Valeria Masini como Candela Murray
- Armando Andrade como Juan Pedro Guerra
- Alain Said como Gil Santos
- Rodrigo Ríos como Simón Alejandro
- Fiona Osio como Lisa Huerta
- Vanessa López como Minerva Guerra
- Lorena Meritano como Ofelia Cassanova
- Elisabeth Angulo como Carmen Aguirre
- Laura Esgueva como Marcela
- Eliel de la O como Antonio "Toño"
- Grecia Krinis como Gabriela Miranda San José (menina)
- Eduardo Marbán como Máximo Sán José Cervantes (jovem)
- Alessandra Goñi Bucio como Leonor Grajales (jovem)
- Andrés Esaú García como Alejandro Cano
- Lety Grey	Lety Grey como Belén
- Valeria Florian como Gabriela Miranda San José (jovem)
- Ariadna Jardón como Beatriz San José Grajales (jovem)
- Janeth Ponzo como Leonor Grajales de San José (40 años)

```
== Produção ==
```

Em 10 de junho de 2024, foi noticiado que Pedro Ortiz de Pinedo havia começado a escalar a protagonista feminina de sua próxima novela, intitulada Amor amargo, com Andrés Palacios, Martha Julia e Valeria Masini sendo confirmados como parte do elenco. Em 15 de julho de 2024, Ana Belena foi confirmada como protagonista feminina, com Daniela Romo e Arturo Peniche escalados como os antagonistas da história. As filmagens começaram em 31 de julho de 2024, com o restante do elenco também sendo anunciado.

## Transmissão

### Estados Unidos
Foi exibida nos Estados Unidos pela Univisión, entre 3 de março e 13 de junho de 2025, substituindo El ángel de Aurora e sendo substituída pela reprise de Rubi, no horário das 1 pm/12 C.

## Audiência
| Horário               | # Eps. | Estreia               | Estreia           | Final                   | Final           | Posição | Temporada | Classificação geral |
| Horário               | # Eps. | Data                  | Primeiro capítulo | Data                    | Último capítulo | Posição | Temporada | Classificação geral |
| --------------------- | ------ | --------------------- | ----------------- | ----------------------- | --------------- | ------- | --------- | ------------------- |
| Segunda – Sexta 18h30 | 82     | 4 de novembro de 2024 | 2.27              | 23 de fevereiro de 2025 | 4.08            | #1      | 2024-2025 | 2.03                |